# La teoría de los vidrios rotos
La teoría de los vidrios rotos es una película de comedia uruguaya de 2021 dirigida por Diego Fernández. Fue seleccionada como la entrada uruguaya a Mejor Película Internacional en los 94.ª Premios de la Academia, pero no fue nominada.

## Sinopsis
Claudio, un experto en seguros, investiga una serie de incendios de coches en un pequeño pueblo.

## Reparto
- Jorge Temponi
- Carlos Frasca
- Martín Slipak
- Guillermo Arengo